# Хинкель, Фолькер
Фолькер Хинкель (нем. Volker Hinkel, род. 21 июня 1965, Кальв) — немецкий рок-музыкант, композитор и продюсер, наиболее известный в качестве одного из основателей поп-рок-группы Fool's Garden. Фолькер является соавтором практически всех песен коллектива, а также принимает активное участие в звукозаписи и продюсировании его релизов (включая международный хит «Lemon Tree» и альбом Dish of the Day). В составе Fool's Garden он играет на гитаре, исполняет вокальные (в ранних альбомах) и бэк-вокальные партии.
Помимо участия в Fool's Garden, Фолькер Хинкель имеет собственный сольный проект Hinkel, а также является участником синти-поп/электроник-рок-трио M.I.N.E. Также Фолькер Хинкель известен своей продюсерской деятельностью и написанием саундтреков к фильмам и сериалам. Является основателем звукозаписывающей студии Hinkelstone Productions и сооснователем лейбла Lemonade Music.

## Биография

### Начало музыкальной карьеры
Фолькер Хинкель родился 21 июня 1965 года в небольшом городке Кальв в Баден-Вюртемберге. С детских лет он обучался игре на фортепиано и гитаре и начал исполнять музыку в 1979 году. На его музыкальные предпочтения оказывали влияние The Beatles и The Who. Ранние коллективы, в которых участвовал Фолькер, назывались Central Heat и Passion. В 1987 году Хинкель совместно с Клаусом Уисслером основал музыкальный проект Magazine, в рамках которого они записали две песни: «W. A. R.», посвящённую Войне в Персидском заливе, и «A Time of Life». 
В 1988 году Фолькер принял участие в сочинении песни «Building An Empire» немецкого софисти-поп-дуэта Two of Us, в состав которого входили Ульрих Гертер и Томас Дорр. Песня была включена в альбом Inside Out, вышедшего в том же году. Также Хинкель участвовал в студийной записи этой песни, играя на фортепиано. Знакомство с Гертером сыграло свою роль в дальнейшем: тот помогал Фолькеру в продюсировании релизов Fool's Garden.

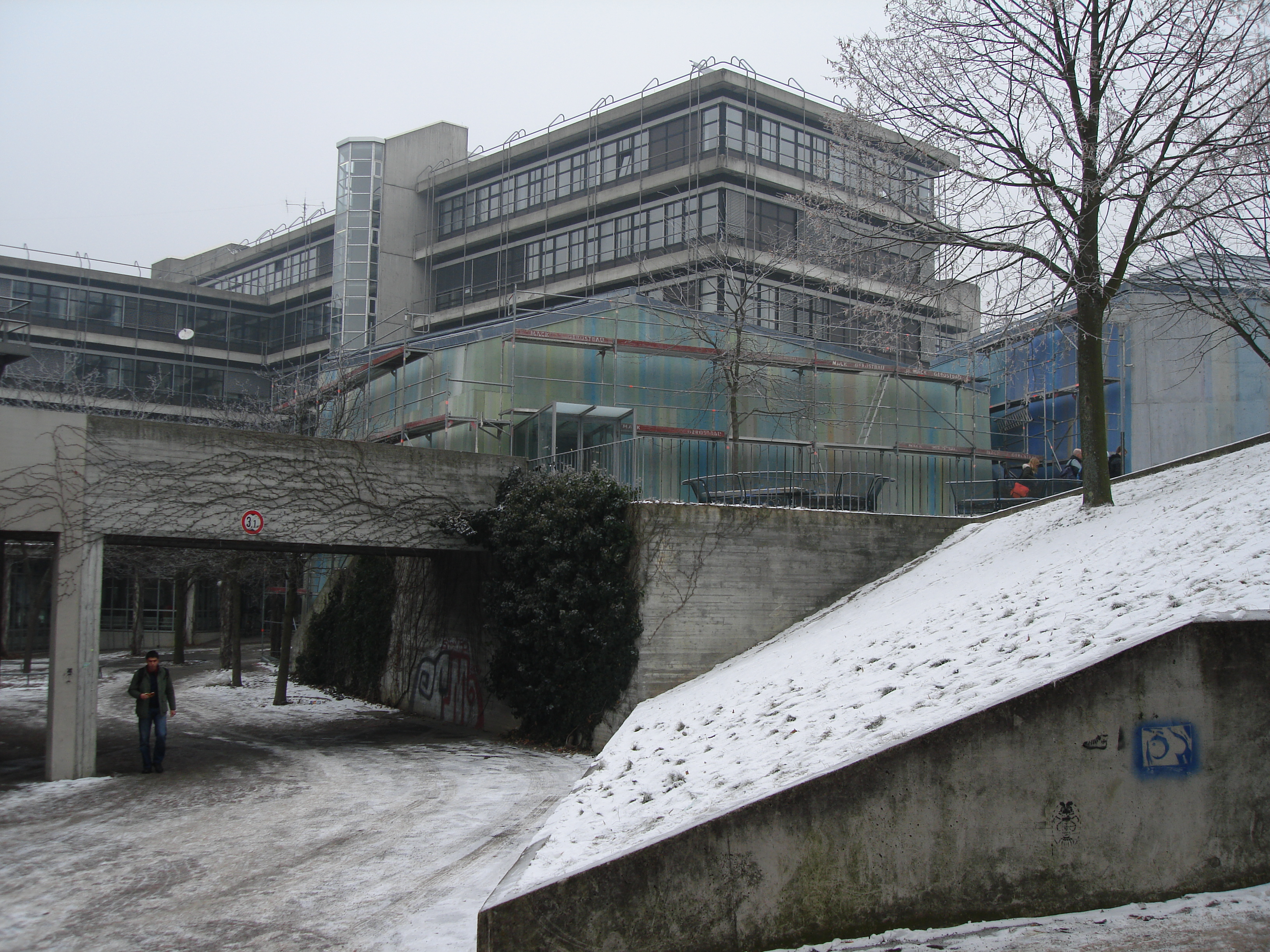
Штутгартский университет — место, где Фолькер Хинкель познакомился с Петером Фройденталером.

В 1991 году Фолькер поступил в Штутгартский университет для изучения мультимедиа-технологий, где он познакомился с Петером Фройденталером, также имевшим опыт участия в музыкальных коллективах. Прослушав демо-записи друг друга и убедившись в схожести музыкальных предпочтений, музыканты решили объединить свои творческие усилия, таким образом, Петер Фройденталер присоединился к Magazine. Позже свою встречу с Фолькером он назовёт «судьбоносной». Через некоторое время музыканты выпустили промо-альбом Fool's Garden — Man In a Cage и, полюбив это название, переименовали Magazine в Fool's Garden.

### В составе Fool's Garden

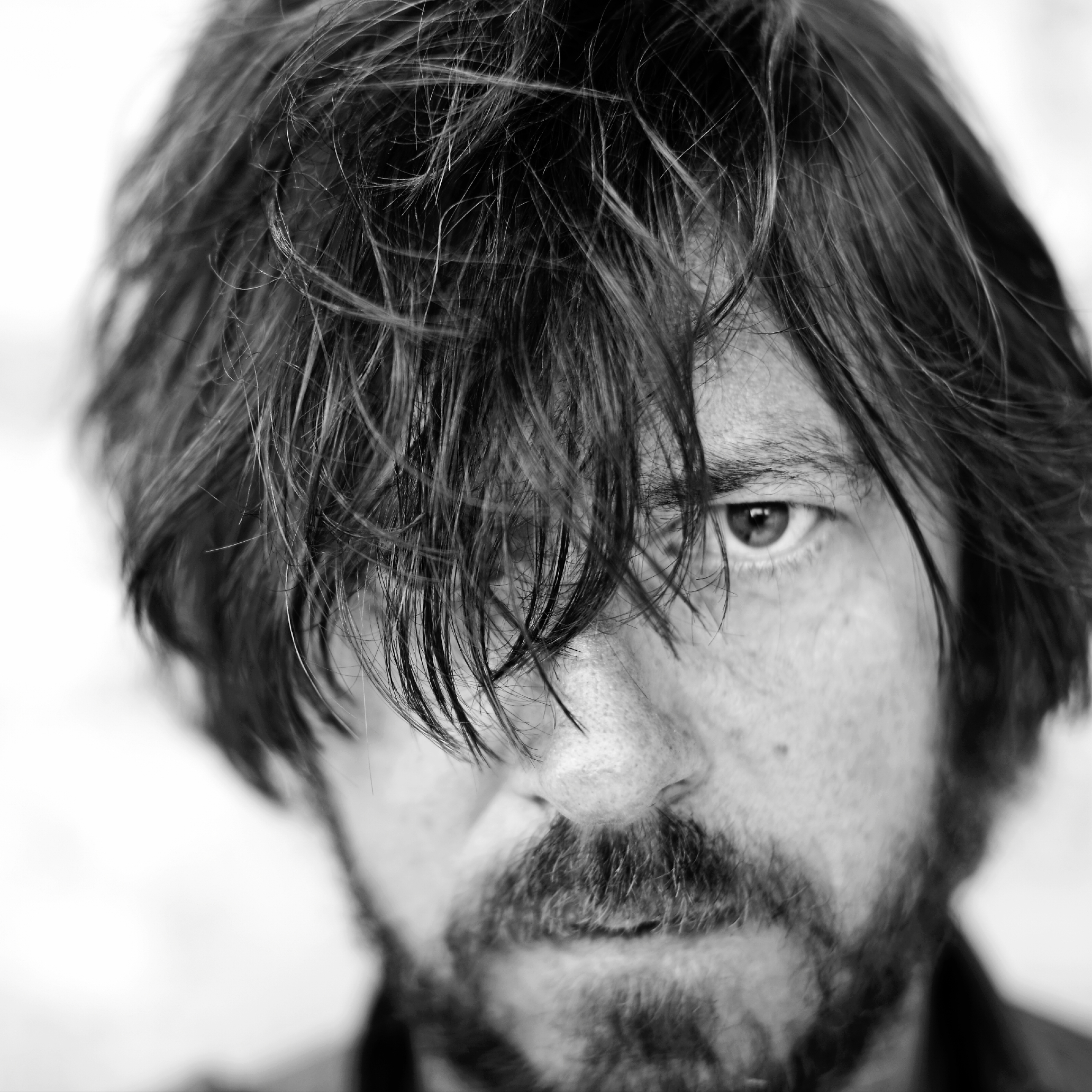
Фолькер Хинкель в 2012 году во время фотосессии для обложки альбома Who Is Jo King?.

С 1991 года Фолькер Хинкель, наряду с Петером Фройденталером, является одним из двух несменных участников Fool's Garden. Совместно с Фройденталером Хинкель является автором музыки и текстов всех песен, записанных после выпуска альбома Once in a Blue Moon, в основном включавшего песни, написанные музыкантами по отдельности до знакомства друг с другом. Также в альбомах Fool's Garden — Man In a Cage и Once in a Blue Moon многие песни были спеты именно Хинкелем, однако начиная с альбома Dish of the Day, главным вокалистом группы стал Фройденталер, а Хинкель (за исключением полностью спетых «Pure», «Martha My Dear», «Here in Your Arms», концертной записи «Finally» и частично спетых «Wild Days» и «Noone's Song») стал исполнять партии бэк-вокала.
Известность к Фолькеру Хинкелю пришла в 1995 году вместе с выпуском альбома Dish of the Day и синглом «Lemon Tree» в частности. И альбом, и сингл возглавили многие хит-парады по всему миру, были проданы огромным тиражом и получили сертификации в нескольких странах. По словам Фолькера, эта песня «попала в струю» и была записана и выпущена в нужном стиле и в нужное время. В то же время, как считает Хинкель, успех к группе пришёл очень быстро, к чему музыканты не совсем были готовы: приходилось проводить частые и долгие гастроли, давать множество интервью и участвовать в музыкальных шоу.

### Hinkel
В 1993 году музыкант начал своё сольное творчество, назвав свой проект одноимённо со своей фамилией. Дебютный альбом In The Wake Of Thunder, в записи которого также участвовали басист Томас Мангольд и барабанщик Ральф Вохеле из Fool's Garden, вышел в 1994 году и был позже переиздан в 1996 году компанией Intercord, сотрудничавшей в то время и с Fool's Garden. Некоторые песни из дебютного альбома Фолькера также исполнялись на концертах коллектива.
В 2001 году Хинкель начал работу над вторым сольным альбомом, запись которого началась в 2002 году с участием басиста Дирка Блюмлейна и барабанщика Клауса Мюллера. Впоследствии в 2003 году они вошли в состав Fool's Garden, когда после выпуска альбома 25 Miles to Kissimmee коллектив находился на грани распада в результате продолжительных коммерческих неудач. Альбом Not A Life-Saving Device был выпущен в августе 2005 года. Песня «House of Love» из этого альбома была включена в саундтрек к фильму «На другой стороне» аргентино-американского режиссёра Алехандро Даниэля Кальво, выпущенного в 2008 году и перевыпущенного в 2010 году под названием «Призрак Амелии». Также в 2008 году совместно с итальянской инди-рок-группой The Mirrors был выпущен мини-альбом The Big Eye, в который вошли две песни The Mirrors и композиции «Shine» и «Run» из Not A Life-Saving Device. Итальянский журнал Rockit положительно оценил данный релиз, отметив, что два исполнителя взаимно дополняют друг друга: Hinkel передаёт поп-атмосферу в стиле MTV, сочетающуюся с рок-звучанием The Mirrors.
В 2009 году вышел мини-альбом Heaven And Hell, последний на данный момент сольный релиз Хинкеля. 2 апреля 2013 на платформе SoundCloud была размещена кавер-версия песни «Wonderwall» от Oasis в исполнении Фолькера.

### Сотрудничество с Camouflage и участие в M.I.N.E

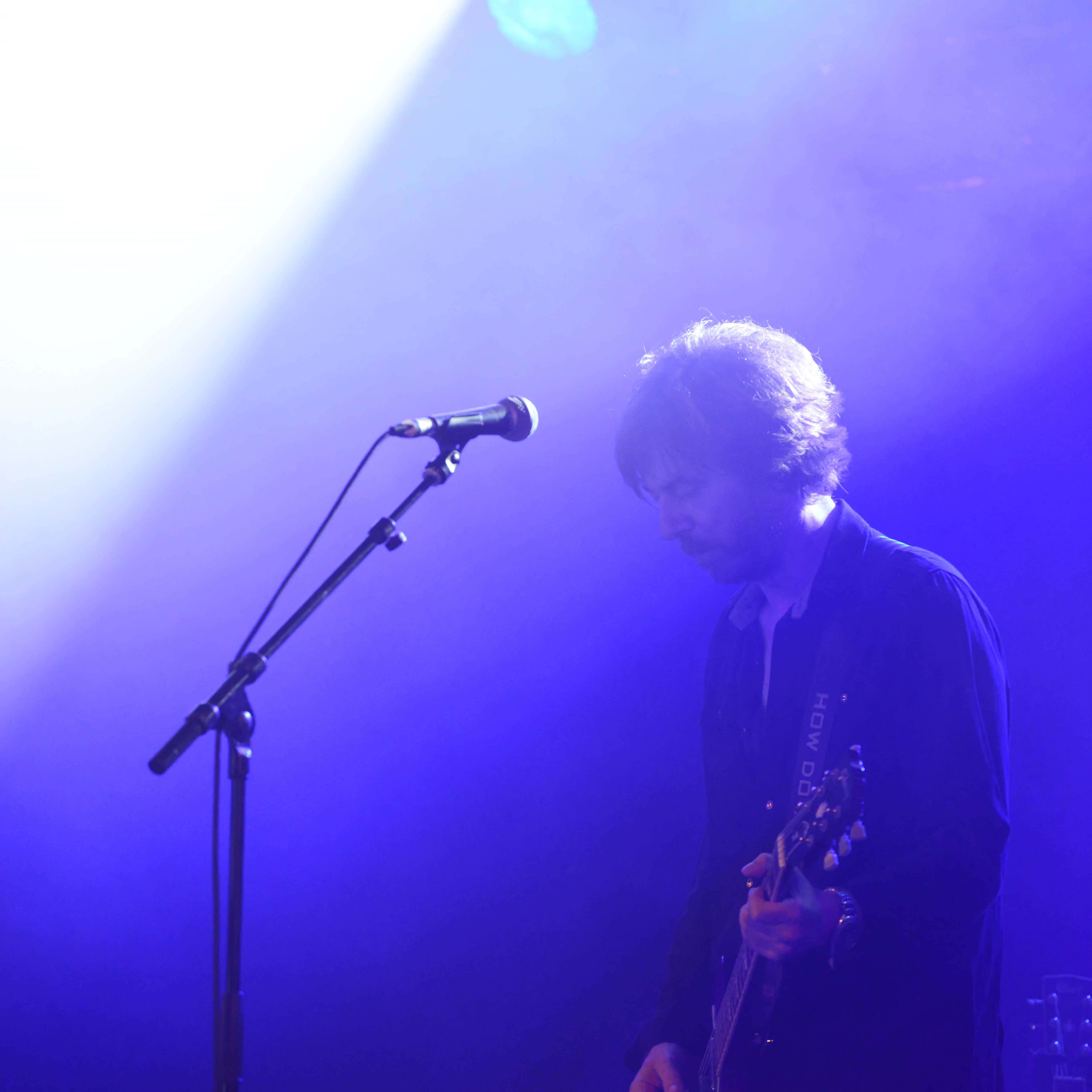
Фолькер Хинкель на концерте Camouflage в 2014 году.

В 2003 году Фолькер исполнял роль сессионного гитариста в процессе записи альбома Sensor немецкой синти-поп-группы Camouflage, а в 2006 году — альбома Relocated, в состав которой входили Маркус Майн, Хайко Майле и Оливер Крайзих. С 2006 года Фолькер начал выступать с Camouflage на концертах в роли гитариста и клавишника, сформировав таким образом окончательный концертный состав группы, включавший также барабанщика Йохена Шмальбаха. Участие Хинкеля и Шмальбаха в концертных представлениях позволяло сделать живое звучание Camouflage более разнообразным и привнести в стиль группы новые элементы за пределами электронной музыки и синти-попа. В 2009 году исполнение Фолькера было запечатлено в Live in Dresden, выпущенном в формате концертного альбома и DVD.
К 2015 году Маркус Майн сочинил достаточно материала для сольного творчества. Параллельно с этим Хайко Майле и Оливер Крайзих заявили о желании взять перерыв в музыкальной деятельности после выпуска альбома Greyscale и концертного тура в его поддержку. В результате в октябре 2015 года Майле и Крайзих взяли отпуск, а Майн вместе с Хинкелем и Шмальбахом решили основать отдельный проект, получивший название M.I.N.E.

«Мы работали вместе последние 10 лет. Я живу с этой идеей с 1990-х. Было невозможно ещё более вовлечь Йохена и Фолькера в Camouflage, поэтому это был лишь вопрос времени, когда мы начнём что-то ещё вместе. После того, как Оливер и Хайко решили отдохнуть, мы решили начать M.I.N.E». Оригинальный текст (англ.)We are working together on this project since 10 years. I’m living with the idea since the 90s. It was impossible to give Jochen and Volker more input at Camouflage, so it was just a question of time when we start something else together. After Oliver and Heiko decided to have a break from the band, we decided to start M.I.N.E.
— из интервью Маркуса Майна.
Несмотря на участие в сочинение текстов и музыки некоторых песен из последнего альбома Camouflage, роль Фолькера, в основном, сводилась к концертным исполнениям. В составе M.I.N.E у него с Шмальбахом появилась возможность вносить более ощутимый вклад в создание материала. В 2017 году вышли первые релизы M.I.N.E: сингл «Things We've Done» и мини-альбом One. Первый и пока единственный студийный альбом Unexpected Truth Within был выпущен в 2018 году.

### Участие в других проектах
В начале 1990-х годов Фолькер Хинкель основал свою собственную компанию звукозаписи и аудиодистрибуции Hinkelstone Productions, с участием которой производились запись, сведение и мастеринг релизов Fool's Garden и многих других исполнителей, включая Camouflage, Dirk Blümlein Terzett, Brainstorm, Кэй Гонтт, Yannic Guenther, Mira Kay, Daniele Groff, а также на этой студии записывались композиции к рекламам Toyota и Mercedes Benz.
В 1997 году Фолькер Хинкель вместе с Петером Фройденталером были приглашены для исполнения песни «Ordinary Man», включённой в саундтрек к мюзиклу «Пико (Звёздный клуб)» (нем. «Pico (Das Starclub-Musical)»), поставленный Йоахимом Гайзером. Также совместно с Фройденталером он участвовал в написании музыки и текстов к песням «Engel Sterben Nie» от Ханны Шульц, «Lonny Losseplads» от Bonbon's Bedste Backing Band, «Zironenboom» от Queen Bae и «Dörp-Reggae» и «Dörp-Disco» от Ины Мюллер.
Фолькер Хинкель помогал в проведении экспериментального исследования немецкого музыковеда Ганса-Йоахима Маемпеля, главной целью которого было определить, в какой степени звуковое оформление на разных этапах создания музыки, включая запись, микширование и постобработку, влияет на восприятие и оценку качества поп-музыкальных композиций. Результаты исследования были опубликованы в качестве научного труда в 2001 году, автор работы выразил Фолькеру благодарность за оказанную помощь и отметил музыканта в числе продюсеров, без которых данная работа никогда не была бы выполнена.
В 2008 году Фолькер был приглашён для записи сборника Beautiful Escape: The Songs of the Posies Revisited, в том же году он поучаствовал в записи третьего студийного альбома Kennzeichen D немецкого рэп-исполнителя Томаса Ди. В 2009 году Хинкель вошёл в состав жюри музыкального конкурса The Music Think Tank вместе со многими известными музыкантами, такими как Курт Смит, Морган Фишер, Роджер О'Доннел, Джимми Дестри и так далее.
В дополнение к упомянутым в статье релизам Фолькер участвовал в качестве сессионного музыканта в записи альбомов DER и Punk Gibt's Nicht Umsonst! (Teil III) от Wizo, Catching Rays on Giant от Alphaville, а также сингла «Netzwerk (Falls Like Rain)» от Klangkarussell. Также Хинкель в качестве звукорежиссёра ассистировал запись альбомов Malaria от Schweisser, Don't Wanna Be Everybody's Darlin' от Silke Besa, Annie от Partly Dave, ToyZ от Cinema Bizarre и Goldstadt от Томаса Глёнкера.

## Создание саундтреков
Помимо сотрудничества с разными музыкантами, Хинкель также принимал участие в создании саундтреков к фильмам и сериалам. В рецензии журнала Musik an Sich на саундтрек к фильму «Против времени» Фолькер Хинкель наряду с Хайко Майле и Кристофом Цирнгиблом был назван одим из трёх наиболее выдающихся немецких композиторов саундтреков, а сам саундтрек получил оценку 16 из 20. Помимо непосредственного участия в создании саундтреков, многие песни Fool's Garden были включены в различные саундтреки. Полный список саундтреков с участием Хинкеля см. в таблице ниже.
| Год  | Название                            | Тип         | Режиссёр                                  | Альбом                                                     | Песни | Комментарий |
| ---- | ----------------------------------- | ----------- | ----------------------------------------- | ---------------------------------------------------------- | --- | ----------- |
| 1997 | «Пико (Звёздный клуб)»              | Мюзикл      | Йоахим Гайзер                             | Pico (Das Starclub-Musical)                                | «Ordinary Man» | [ комм. 1 ] |
| 2008 | «Эксперимент 2: Волна»              | Фильм       | Деннис Ганзель                            | Die Welle (Original Soundtrack)                            | Список - «Move It!» - «Swimming» | [ комм. 2 ] |
| 2008 | «На другой стороне»                 | Фильм       | Алехандро Кальво                          |                                                            | «House of Love» | [ комм. 3 ] |
| 2009 | «Деревенские крокодилы»             | Фильм       | Кристиан Диттер                           | Vorstadtkrokodile - Der Original-Soundtrack Zum Kinofilm   | Список - «Die Mutprobe» - «Der Einbruch» - «Die Ziegelei» - «Die Krokodile In Aktion» - «Die Nacht Der Entscheidung» - «Freunde Für Immer» - «Vorstadtkrokodile Thema» - «Dennis, Kevin Und Achmed Kommen An» | [ комм. 4 ] |
| 2010 | «Деревенские крокодилы 2»           | Фильм       | Кристиан Диттер                           | Vorstadtkrokodile 2 - Der Original-Soundtrack Zum Kinofilm | Список - «Das Abenteuer Geht Weiter» - «Angriff Der Boller Brüder» - «Die Krokodile Schlagen Zurück» | [ комм. 4 ] |
| 2010 | «Вкус ночи»                         | Фильм       | Деннис Ганзель                            | Wir Sind Die Nacht (Original Soundtrack)                   | | [ комм. 5 ] |
| 2011 | «Деревенские крокодилы 3»           | Фильм       | Вольфганг Гроос                           | Vorstadtkrokodile 3 - Freunde Für Immer                    | | [ комм. 5 ] |
| 2012 | «Четвёртая власть»                  | Фильм       | Деннис Ганзель                            | Die Vierte Macht - Original Soundtrack                     | | [ комм. 5 ] |
| 2015 | «Маленькая козочка и упрямый баран» | Фильм       | Йоханнес Фабрик                           | Kleine Ziege Sturer Bock - Original Soundtrack             | все | [ комм. 6 ] |
| 2016 | «Виннету и Олд Шаттерхенд»          | Мини-сериал | Филипп Штольцль                           | Winnetou - Der Mythos Lebt                                 | Список - «Die Rückkehr» - «Im Herzen Apache» - «Abschied von den Apachen» - «Carmen» - «Der Ölbaron» | [ комм. 7 ] |
| 2016 | «Против времени»                    | Телесериал  | Джейлан Йылдырым Силья Клеменс Стефан Рик | Allein Gegen Die Zeit (Original Soundtrack)                | Список - «Der Kuss» - «Lunaris» - «Die Höhle» - «Das Versteck» - «Freunde Auf Dem Prüfstand» - «Wir Sind Zu Spät» - «Dr. Kloppstock» - «Özzi Und Der Cherub»                                                  | [ комм. 8 ] |
| 2019 | «Мы — волна»                        | Веб-сериал  | Анка Мируна Лазэреску Марк Монхейм        |                                                            | | [ комм. 5 ] |
| 2021 | «Кицбюэль»                          | Веб-сериал  | Леа Бекер Морис Хюбнер                    |                                                            | | [ комм. 5 ] |

Комментарии
1. ↑  Совместно с Петером Фройденталером[33].
2. ↑  Совместно с Хайко Майле, Ronda Ray и Трэвором Джонсоном.
3. ↑  В качестве исполнителя указан сольный проект Hinkel.
4. 1 2  Участвовал в роли сессионного гитариста и басиста.
5. 1 2 3 4 5  Участие Хинкеля в создании саундтрека упоминается только в сторонних источниках, точный вклад музыканта неизвестен[60][61][53][62][63].
6. ↑  Участвовал в роли сессионного гитариста, а также как участник Fool's Garden (песня «Piece To My Puzzle»).
7. ↑  Совместно с Хайко Майле, Мартином Бёттчером, Торстеном Кампсом и Алексом Шольппом.
8. ↑  Совместно с Хайко Майле и Кристофом Цирнгиблом[53].

## Продюсерская деятельность
Помимо участия в Fool's Garden в качестве композитора и исполнителя, Фолькер Хинкель был ответственным за продюсирование релизов группы.
Хинкель участвовал в сочинении и записи альбома Greyscale, последнего на данный момент релиза Camouflage, а также продюсировал его. Альбом продержался 2 недели в немецком чарте альбомов, достигнув 14 строчки, а также был положительно оценён несколькими изданиями.
В 1998 году Фолькер Хинкель придумал аранжировку для первого международного англоязычного сингла «Under My Wing (Is Your Sweet Home)» латвийской рок-группы Brainstorm и позже стал его продюсером. Благодаря Хинкелю песня стала звучать мелодично, легко, с явными отсылками к британской музыке 1960-х годов, что сделало сингл коммерчески успешным. Сначала сингл стал успешным в балтийских странах, а позже начал обретать популярность и в других европейских странах. Успех сингла заложил основу и для альбома Among the Suns, вошедшего в несколько европейских чартов и получившего положительные отзывы рецензентов.
Хинкель также продюсировал альбом Hopegarden певицы Кэй Гонтт, для некоторых песен из которого он также сочинял музыку, Annie от Partly Dave и Sister Moon от Миры Кей.

## Дискография
| - Once in a Blue Moon (1993) - Dish of the Day (1995) - Go and Ask Peggy for the Principal Thing (1997) - For Sale (2000) - 25 Miles to Kissimmee (2003) - Ready for the Real Life (2005) - Who Is Jo King? (2012) - Flashback (2015) - Rise and Fall (2018) - Captain... Coast Is Clear (2021) | - In The Wake Of Thunder (1994) - Not A Life-Saving Device (2005) - The Big Eye (2008) - Heaven And Hell (2009) - One (2017) - Unexpected Truth Within (2018) |